# Tampographe Sardon
Pour les articles homonymes, voir Sardon.
 (octobre 2018).
Vincent Sardon, né le 23 mars 1970 à Bayonne - ville où il grandit et fréquente notamment le musée Bonnat-Helleu - est un artiste français également connu sous le nom de Tampographe Sardon.

## Biographie
En 1995, Sardon rejoint Jean-Christophe Menu. Il publie dans la revue Lapin et réalise plusieurs albums de bande dessinée.
À partir de 1997, il devient un collaborateur régulier du quotidien Libération où il officie comme dessinateur de presse. Il cesse cette collaboration au bout de 10 ans.
Il travaille et vit à Paris, concevant, fabriquant et commercialisant lui-même ses créations.
Il ouvre en 2015 une galerie tampographique. Si certains tampons témoignent d'un esprit corrosif volontiers anarchiste, comme les coffrets d'injures, d'autres sont des jeux graphiques plus poétiques.
Il rend compte de son activité sur son blog. En 2012, il publie quatre ans de chroniques de son blog dans le livre Le Tampographe Sardon.
En septembre 2017 il publie The Stampographer aux éditions new-yorkaises Siglio.
Son dernier ouvrage Chronique de la rue du Repos sort le 4 novembre 2020,.

## Publications
- 1995 : Nénéref, Ego Comme X
- 1998 : Crevaison, L'Association
- 2000 : Mormol, L'Association
- 2012 : Le Tampographe Sardon, L'Association
- 2017 : The Stampographer, Siglio Press
- 2020 : Chroniques de la rue du Repos, Flammarion,  (ISBN 978-2-08-020479-0)